# Bert Harris (cầu thủ bóng đá)
Bert Harris là một cầu thủ bóng đá từng thi đấu ở vị trí thủ môn tại Football League cho Everton, Tranmere Rovers và Southport. Ông từng là một trong những cầu thủ đá chính cho Manchester United.